# Leadore
Leadore is een plaats (city) in de Amerikaanse staat Idaho, en valt bestuurlijk gezien onder Lemhi County.

## Demografie
Bij de volkstelling in 2000 werd het aantal inwoners vastgesteld op 90.
In 2006 is het aantal inwoners door het United States Census Bureau geschat op 88, een daling van 2 (-2,2%).

## Geografie
Volgens het United States Census Bureau beslaat de plaats een oppervlakte van
0,8 km², geheel bestaande uit land. Leadore ligt op ongeveer 1806 m boven zeeniveau.

## Plaatsen in de nabije omgeving
De onderstaande figuur toont nabijgelegen plaatsen in een straal van 84 km rond Leadore.